# Асаф

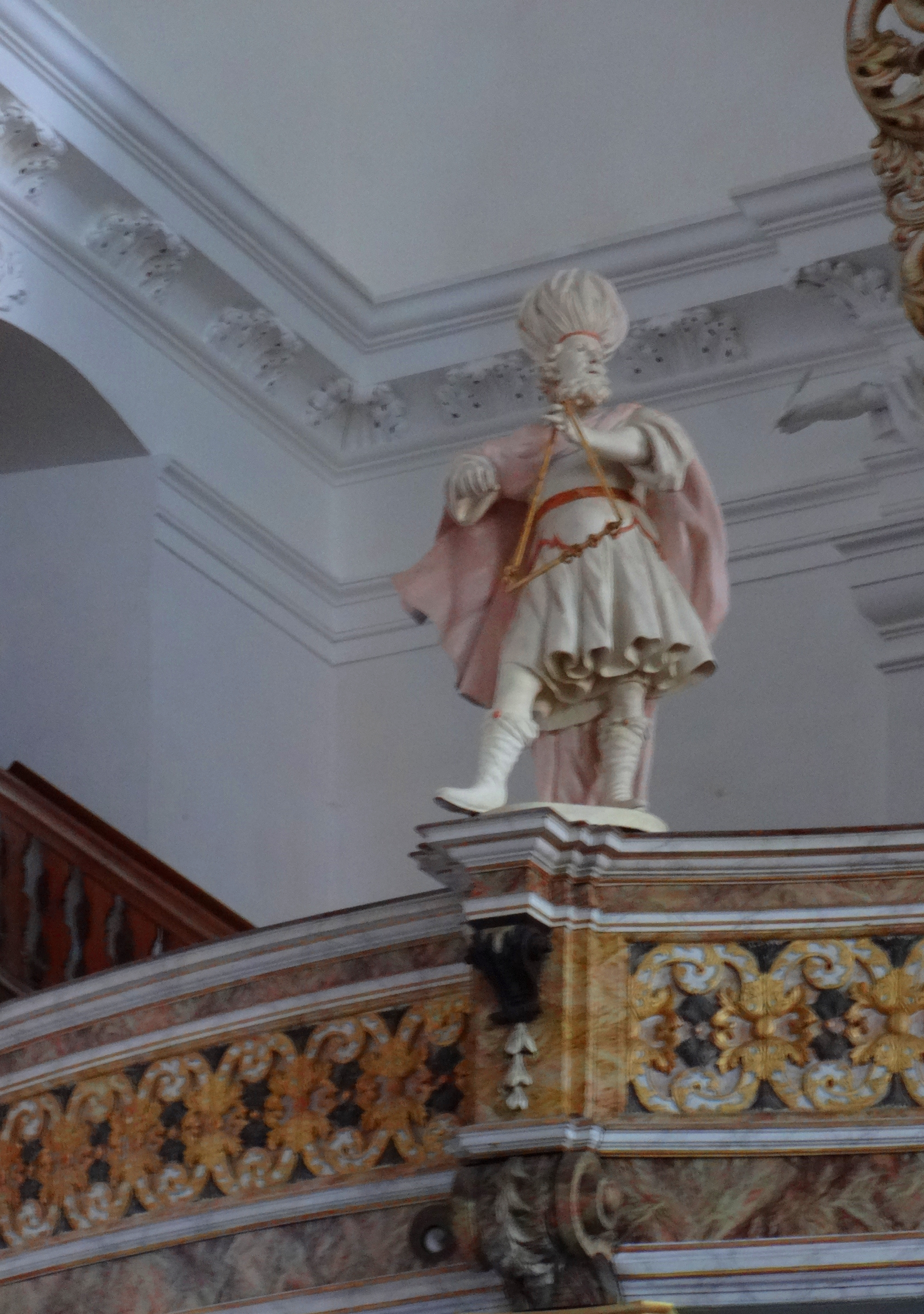
Асаф з трикутником. Фігура на органі церкви святого георгія у Госларі.

Асаф (івр. אסף) — ім'я трьох біблійних осіб Старого Завіту.
- Асаф, син Берехії гершоніта (1 Хр. 6:24). Асаф був левітом, керівником хору царя Давида, ясновидцем (2 Хр. 29:30). Він вів свій родовід від Герсома, другого сина Леві. Згідно з автором книги Хронік, Асаф спочатку один, а потім разом з Геманом і Етаном керував богослужбовим співом у спорудженій Давидом скинії у Сіоні (1 Хр. 15:17-18). Його сини були начальниками чотирьох розрядів співаків по дванадцять членів у кожному розряді. Асафу приписують авторство псалмів 50 та 73-83[1].
- Асаф — батько Йоаха, придворного царя Єзекії (2 Цар. 18:37).
- Асаф — царський лісничий Артаксеркса І (Неем. 2:8).